# Turanogryllus machadoi
Turanogryllus machadoi är en insektsart som först beskrevs av Lucien Chopard 1961.  Turanogryllus machadoi ingår i släktet Turanogryllus och familjen syrsor. Inga underarter finns listade i Catalogue of Life.